# Lee Barnes
Lee Barnes   (Salt Lake City, 16 de juliol de 1906 - Oxnard, 28 de desembre de 1970) va ser un atleta estatunidenc, especialista en salt de perxa, que va competir durant la dècada de 1920.
El 1924 va prendre part en els Jocs Olímpics de París, on guanyà la medalla d'or en la prova del salt de perxa del programa d'atletisme. Quatre anys més tard, als Jocs d'Amsterdam, fou cinqè en la mateixa prova.
Barnes estudià a la University of Southern California de Los Angeles. El 1927 i 1928 es proclamà campió de l'AAU. El 1928 va establir un nou rècord del món del salt de perxa amb un registre de 4m 30cm, una marca que fou vigent fins a 1932.
Barnes és l'únic doble conegut del famós actor de cinema mut Buster Keaton durant els anys de cinema independent. Va actuar a la pel·lícula El col·legial de 1927.